# Station hertzienne militaire de Lacaune
La station hertzienne militaire de Lacaune est une station de télécommunication militaire française. Elle est située dans le département du Tarn à Lacaune, sur le puech de Rascas.

## Rôle
La station de Lacaune appartient à l'Armée de l'air française et dépend de la base aérienne 125 Istres-Le Tubé. C'est l'une des quatre stations hertziennes de l'axe Nord-Sud, communiquant en permanence avec les trois autres : Pierre-sur-Haute, Henrichemont, et l'ex-base aérienne de Brétigny.
Elle dépendait du Commandement air des systèmes de surveillance d'information et de communications (CASSIC) depuis sa création le 1er juin 1994, puis, à compter du 1er janvier 2006, de la Direction interarmées des réseaux d'infrastructure et des systèmes d'information (DIRISI) et de sa direction centrale au Kremlin-Bicêtre,.
Dirigées par un major, une vingtaine de personnes se relaient sur le site pour son fonctionnement ainsi que pour sa défense : électriciens, mécaniciens, cuisiniers et militaires techniciens.

## Infrastructures

### Implantation et accès
Le site est situé à 1 270 m d'altitude au puech de Rascas, point culminant du département du Tarn, situé sur le territoire de la commune de Lacaune.

### Installations de surface
Les infrastructures les plus visibles sont les paraboles, antennes et pylônes atteignant 50 m de hauteur.
Les installations comportent deux bâtiments de surface et un ouvrage enterré. Elles s'étendent sur 5 000 m2.
Elles sont susceptibles de résister à une explosion nucléaire.